# Фердинандско македоно-одринско дружество
Фердинандското македоно-одринско дружество е местно дружество на Македоно-одринската организация.

## История

### 1895 – 1902
Дружеството е създадено през 1895 година и на 31 март местните активисти Димитър Иванов, Спас Христов Смилов, Гаврил Душков и Иван Цеков подписват резолюция, упълномощяваща Димитър Кацаров от София да ги представлява пред конгреса на Върховния комитет в столицата за избиране на делегати на Европейската конференция за Арменския въпрос. Те молят конференцията да разгледа и Македонския въпрос според условията на член 23 и 61 от Берлинския договор. Официално дружеството е създадено на 29 юни 1895 година в двора на църквата от около 60 души, ръководени от Георги Назарчов, който изнася откриващата реч. Освен него в ръководството влизат Димитър Иванов (подпредседател), Спас Смилов (секретар), Анто Станков (касиер) и 10 съветници: Гаврил Душков, Иван Цеков, Игнат Попов, Стефан Николов, Коста Табаков и други. Сред учредителите са още Григори Ценов, Лазар Михайлов, Георги Иванов, Димо Цонов, Първан Димитров, Коста Филипов, Петър Бокиловски, Стефан Лазаров и други. През юли е изготвен печат на дружеството, представляващ елипса, в която две ръце се здрависват, под тях година 1895 и в околовръст надпис „Фердинандско македонско дружество“.
В периода 1896 - 1898 година вероятно дружеството ограничава или прекъсва дейността си в съзвучие с общия спад в дейността на Върховния македонски комитет и дружествата в страната в този период.
През лятото на 1899 година начело на Върховния комитет застава енергичният Борис Сарафов, който раздвижва организациите в страната. На 1 октомври 1899 година Фердинандското дружество се реактивира, като в ръководството влизат Цоло Мислов, Атанас Ив. Драгоманов, Иван Илиев и Антон Попстоянов. Според член № 3 средствата за постигане на целта на дружеството са „печатно слово, отваряне читалище, веречно училище... сказки, вечеринки, театрални представления и други; агитаци и митинги“. Съответно дейността на дружеството включва културни прояви, приходите от които са изпращани на централното ръководство на Македонската организация за закупуване на оръжие и боеприпаси. Поставя се драмата „Хъшове“, раздават се и облигации по заема на Комитета за подпомагане на участници в освободителните борби в Македония. Подпомогнат е четникът Стефан Мандалов, който се установява във Фердинанд и през 1902 година дружеството му отпуска помощ от 20 лева. За по-малко от година от октомври 1899 година до юли 1900 година дружеството има 485 лева приходи, от които изпраща в София 324 лева. Клон на дружеството е основан в село Смоляновци.
На 16 юли 1900 година за делегат на Седмия македоно-одрински конгрес е избран Антон Попстоянов. Вероятно в знак на несъгласие председателят Цоло Мислов подава оставка, приета на 27 юли. Временно дружеството е оглавено от подпредседателя Атанас Драгоманов. На 8 август е избрано ново настоятелство и е изказано недоверие в Антон Попстоянов. Върховният комитет обаче застава на страната на Попстоянов и изпраща във Фердинанд свой делегат, за да помири враждуващите страни. На 16 септември 1900 година е свикано ново общо събрание. На 11 март 1901 година за делегат на Осмия македоно-одрински конгрес 21 души избират Цоло Мислов, но след неговия отказ на 2 април е избран Стоян П. Михайлов.
Редовно събрание на дружеството се провежда на 22 юли 1901 година, на което е приет отчет на настоятелството и е избрано ново настоятелство. За делегат на Деветия македоно-одрински конгрес е избран Антон Попстоянов. Смоляновското македоно-одринско дружество избира за председател Атанас Драгоманов, подпредседател е Никола Бабачев, секретар – Антон Попстоянов, касиер и помощник-касиер са съответно Иван Илиев и Г. Кръстев.
С разцеплението на ВМОК през 1902 година дейността на Фердинандското дружество допълнително пострадва и се стига до нови разногласия. Стефан Мандалов пише до Гоце Делчев на 11 май 1902 година:
| „ | Тук във Фердинанд са в недоумение, за дето не можаха да присъстват в извънредния конгрес. Те не можаха да получат покана от дружеството в София и от вътре. Тълкуват си, че писма трябва да са изпратени от София, но трябва пък да са задържани от някой член техен. Стоянов е дошъл до полуда за дето не можаха да изпратят от тук някой. Също и Г. Тишинов и на двамата им е жал. Адрес. А. Попстоянов, учител, гр. Фердинанд. | “ |

Георги Тишинов също е учител във Фердинандското трикласно училище 1901 - 1902 година и делегат на IX конгрес от Бяла Слатина, според неговата брошура „Стига вече”, издадена в София в 1902 години.
На годишното събрание на дружеството на 23 юни 1902 година, на което присъстват 30 от 37 членове, са разисквани мерки за засилване на дейността му. За председател е избран Атанас Иванов Драгоманов, за подпредседател Антон Попстоянов, а за секретар Александър Дюкмеджиев. За делегат на X конгрес е избран Попстоянов. След конгреса на 13 август на редовно събрание делегатът на конгреса съобщава, че Върховния комитет под ръководството на Стоян Михайловски е извършил редица нередности и нарушения на Статутите на организацията и затова той заедно с други делегати е избрал нов комитет, начело с Христо Станишев. Фердинандското дружество също се разцепва. Д. Касабов, Христо Партениев и Гаврил Душков застават на страната на стария комитет, докато Александър Дюкмеджиев и Иван Димитров подкрепят действията на Антон Попстоянов и новото ръководство на ВМОК. С девет на осем гласа е одобрено поведението на делегата на дружеството.
По сведения на дружеството общата численост на членовете е 72 души, от които родом от Македония са 30, 40 членове са от свободна България и двама други.

### След Първата световна война
Дейността на братството след войната е възстановена. На 25 декември 1925 година е избрано настоятелство в състав Георги Митов (председател), Д. Кошков (подпредседател), Аспарух Трайков (секретар), Цветко Николов (касиер), а съветници са Исай Иванов и Арсо Велев.